# Starý Rokytník
Starý Rokytník (deutsch Alt-Rognitz oder Altrognitz) ist ein Stadtteil von Trutnov in der tschechischen Region Královéhradecký kraj.
Die ehemals selbständige Gemeinde liegt circa zwei Kilometer südöstlich von Trutnov und ist über die Landstraße 3012 zu erreichen.

## Geschichte
Zu Starý Rokytník gehörten die Ortsteile Rubínovice (Rudersdorf) und Nový Rokytník (Neu-Rognitz).
Nach dem Münchner Abkommen wurde Alt-Rognitz 1938 dem Deutschen Reich zugeschlagen und gehörte bis 1945 zum Landkreis Trautenau. 1945 kam Alt-Rognitz zur Tschechoslowakei zurück.
Die deutschen Bewohner wurden 1945 enteignet und größtenteils vertrieben.

## Sehenswürdigkeiten

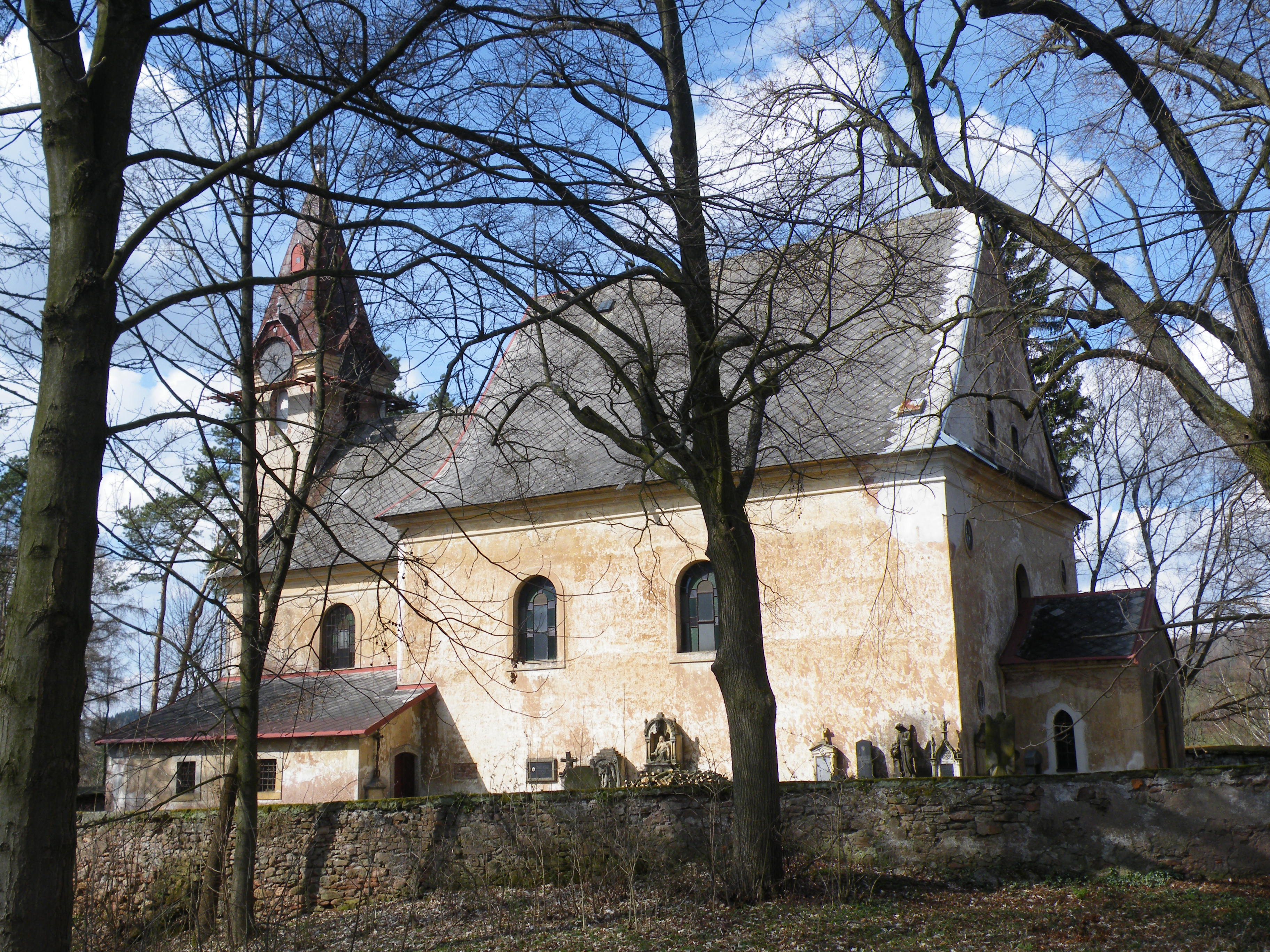
Kirche St. Simon und Juda

- Kirche St. Simon und Juda, erbaut im 14. Jahrhundert